# Marcus Vinicius D'Almeida
Marcus Vinicius Carvalho Lopes D'Almeida (Rio de Janeiro, 30 gennaio 1998) è un arciere brasiliano, vincitore di una medaglia di bronzo ai Giochi panamericani.

## Palmarès
- Giochi Panamericani

Toronto 2015: bronzo nella prova a squadre